# Mesene silaris
Mesene silaris is een vlindersoort uit de familie van de prachtvlinders (Riodinidae), onderfamilie Riodininae.
Mesene silaris werd in 1878 beschreven door Godman & Salvin.